# Chuva Braba
Chuva Braba (del portugués Lluvia fuerte) es una novela publicada en 1956 por el escritor de Cabo Verde Manuel Lopes. El libro fue galardonado con el premio Fernão Mendes Pinto. Baltazar Lopes, Manuel Lopes y Jorge Barbosa fueron miembros fundadores de la revista Claridade así como en el movimiento literario del mismo nombre.
El libro fue traducido al inglés por Rosendo Évora Brito, titulado Wild Rain, publicado en 1982 y reeditado en 1994. Al español fue traducido por el cubano Rodolfo Alpízar Castillo, editándose en Cuba en 1989.